# Chaumousey
Chaumousey és un municipi francès, situat al departament dels Vosges i a la regió del Gran Est. L'any 2007 tenia 868 habitants.

## Demografia

### Població
El 2007 la població de fet de Chaumousey era de 868 persones. Hi havia 356 famílies, de les quals 84 eren unipersonals (44 homes vivint sols i 40 dones vivint soles), 120 parelles sense fills, 124 parelles amb fills i 28 famílies monoparentals amb fills.
La població ha evolucionat segons el següent gràfic:
Habitants censats

### Habitatges
El 2007 hi havia 431 habitatges, 356 eren l'habitatge principal de la família, 56 eren segones residències i 19 estaven desocupats. 387 eren cases i 43 eren apartaments. Dels 356 habitatges principals, 302 estaven ocupats pels seus propietaris, 48 estaven llogats i ocupats pels llogaters i 6 estaven cedits a títol gratuït; 3 tenien una cambra, 19 en tenien dues, 41 en tenien tres, 83 en tenien quatre i 210 en tenien cinc o més. 307 habitatges disposaven pel capbaix d'una plaça de pàrquing. A 152 habitatges hi havia un automòbil i a 186 n'hi havia dos o més.

### Piràmide de població
La piràmide de població per edats i sexe el 2009 era:
| Homes | Edats   | Dones |
| ----- | ------- | ----- |
| 0     | 95 o +  | 0     |
| 4     | 90 a 94 | 0     |
| 4     | 85 a 89 | 8     |
| 0     | 80 a 84 | 8     |
| 16    | 75 a 79 | 8     |
| 8     | 70 a 74 | 4     |
| 8     | 65 a 69 | 28    |
| 24    | 60 a 64 | 16    |
| 32    | 55 a 59 | 20    |
| 28    | 50 a 54 | 36    |
| 32    | 45 a 49 | 40    |
| 20    | 40 a 44 | 32    |
| 52    | 35 a 39 | 16    |
| 16    | 30 a 34 | 52    |
| 16    | 25 a 29 | 20    |
| 8     | 20 a 24 | 8     |
| 20    | 15 a 19 | 56    |
| 36    | 10 a 14 | 20    |
| 52    | 5 a 9   | 24    |
| 32    | 0 a 4   | 24    |

## Economia
El 2007 la població en edat de treballar era de 570 persones, 431 eren actives i 139 eren inactives. De les 431 persones actives 406 estaven ocupades (212 homes i 194 dones) i 25 estaven aturades (14 homes i 11 dones). De les 139 persones inactives 66 estaven jubilades, 41 estaven estudiant i 32 estaven classificades com a «altres inactius».

### Ingressos
El 2009 a Chaumousey hi havia 366 unitats fiscals que integraven 902,5 persones, la mediana anual d'ingressos fiscals per persona era de 19.438 €.

### Activitats econòmiques
Dels 19 establiments que hi havia el 2007, 1 era d'una empresa alimentària, 1 d'una empresa de fabricació d'altres productes industrials, 5 d'empreses de construcció, 1 d'una empresa de comerç i reparació d'automòbils, 2 d'empreses d'hostatgeria i restauració, 4 d'empreses de serveis, 2 d'entitats de l'administració pública i 3 d'empreses classificades com a «altres activitats de serveis».
Dels 7 establiments de servei als particulars que hi havia el 2009, 3 eren paletes, 1 guixaire pintor, 1 perruqueria i 2 restaurants.
L'únic establiment comercial que hi havia el 2009 era una fleca.
L'any 2000 a Chaumousey hi havia 6 explotacions agrícoles.

## Equipaments sanitaris i escolars
El 2009 hi havia una escola elemental integrada dins d'un grup escolar amb les comunes properes formant una escola dispersa.

## Poblacions més properes
El següent diagrama mostra les poblacions més properes.